# Tweede Kamerverkiezingen 2021/Kandidatenlijst/De Groenen
Dit is de kandidatenlijst voor de Tweede Kamerverkiezingen van 2021 van De Groenen zoals die op 5 februari 2021 werd vastgesteld door de Kiesraad.

## De lijst
1. Otto ter Haar, Utrecht - 50 voorkeurstemmen
2. Angela Zikking, Amsterdam - 28
3. Johan Lammering, Holwerd - 5
4. Nora Borsboom, 's-Gravenhage - 2
5. Christiaan van Utrecht, Tiel - 1
6. Paul Berendsen, Amsterdam - 3
7. Reina van Zwoll, Amsterdam - 3
8. Rijndert Doting, Amsterdam - 3
9. Adriaan Smeekes, Oosterhout - 1
10. Tom Bakkers, Amsterdam - 6
11. Sybrand Andringa, Eemnes - 1
12. Luuk Hofman, Duivendrecht - 2
13. David Blik, Amsterdam - 2
14. Vera ter Haar-van Oyen, Culemborg - 12

VVD · PVV · CDA · D66 · GroenLinks · SP · PvdA · ChristenUnie · Partij voor de Dieren · 50PLUS · SGP · DENK · FVD · BIJ1 · JA21 · Code Oranje · Volt · NIDA · Piratenpartij · LP · JONG · Splinter · BBB · NLBeter · LHK · OPRECHT · JEZUS LEEFT · TROTS · UCF · Lijst 30 · PvdE · DFP · VSN · WZNL · Modern Nederland · De Groenen · PvdR
1986 · 1989 · 1994 · 1998 · 2006 · 2021 · 2023